# Beth Riesgraf
Beth Jean Riesgraf, née le 24 août 1978 à Belle Plaine (Minnesota), est une actrice américaine.

## Biographie
Originaire de Belle Plaine, au Minnesota, elle a six sœurs et en est la plus jeune. Elle a fait ses études à la Cimarron-Memorial High School, à Las Vegas, où elle a été présidente du corps étudiant, membre d'un club de photographie et a été diplômée avec les honneurs[réf. nécessaire]. Elle fut fiancée à Jason Lee, entre 2001 et 2007, avec qui elle a eu un fils, Pilot Inspektor Riesgraf Lee (né le 28 septembre 2003).

## Carrière
Elle apparaît dans des séries télévisées dès 1999 (Undressed, How I Met Your Mother, Spin City…). Un de ses premiers films est Scorcher (2002), dans lequel elle joue Krissy. Elle est apparue auprès de Jason Lee dans la série My Name Is Earl en 2005 et dans Alvin et les Chipmunks en 2007. En 2008, elle a joué le rôle d'une épouse sans nom (présumé être Cathrine) dans le clip Cath… des Death Cab for Cutie. Elle interprète le personnage de Parker dans la série télévisée Leverage.

## Filmographie

### Au cinéma
- 2000 : The Summer of My Deflowering de Susan Streitfeld
- 2002 : Scorcher de James Seale : Krissy
- 2003 : I Love Your Work d'Adam Goldberg : Photographe Swoosh
- 2007 : Alvin et les Chipmunks de Tim Hill : la mère dans le magasin
- 2008 : Struck de Taron Lexton : Amber
- 2009 : Nobody de Rob Peron : Edie
- 2015 : Intruders (Shut In en Version Originale) d'Adam Schindler : Anna

### À la télévision
- 1999 : Undressed : Loretta
- 2001 : Spin City (1 épisode) : une serveuse
- 2005 : How I Met Your Mother (2 épisodes) : une collègue de la fille de Carlos
- 2005 : The Stereo Sound Agency : différents rôles
- 2007 : Insatiable
- 2007 : My Name Is Earl (2 épisodes) : Natalie Duckworth
- 2007 : Big Shots (1 épisode)
- 2007 : FBI : Portés disparus (1 épisode) : Kelly Schmidt
- 2008–2012 : Leverage : Parker
- 2011 : NCIS : Enquêtes spéciales (épisode S8-E16) : Maxine / Max Destruction
- 2012 : Esprits criminels : Maeve Donovan
- 2013 : Mentalist (saison 6) : Kira Tinsley
- 2013 : Perception (2.13) : Daisy
- 2015 : Complications : Samantha Ellison
- 2015 : Flynn Carson et les Nouveaux Aventuriers : La Dame du Lac
- 2020 : DC's Legends of Tomorrow : (S05E04) : la mère de Freddy
- depuis 2021 : Leverage: Redemption : Parker